# Friedrich Ludwig von Gans
Friedrich Ludwig Gans, dit « Fritz Gans », (15 novembre 1833, Francfort-sur-le-Main – 15 juillet 1920, Bad Homburg vor der Höhe) est un industriel, mécène et collectionneur d'art allemand. Anobli en 1912 par Guillaume II, il prend à partir de cette date le nom de « von Gans ». 

## Biographie
Frtiz Gans est issu d'une des plus anciennes familles juives allemandes à nom de famille fixe, qui est mentionné dès 1350. Son père Ludwig Aaron Gans (1794-1871), fils de Philipp Ahron Gans et Fanny Hanau, descendant d'une famille de commerçants juifs installée à Celle depuis plus de 150 ans, avant d'être obligé de se réinstaller à Francfort en 1814 à la suite du refus de la municipalisé d'accorder un permis de commerce aux jeune commerçants juifs. Fritz est le fils aîné mais le troisième des six enfants de Ludwig Aaron Gans et de sa femme Rosette Goldschmidt (1805-1868) : Henriette Heidelbach, Marianne Löwengard, Pauline Weinberg, Adolf Gans et Leo Gans. Son père est l'un des principaux associés, puis à partir de 1847, le seul propriétaire de la société Leopold Cassella & Co. fondée par son grand-oncle Leopold Cassella, à l'origine un commerce d'épices devenu un grossiste en colorants.
À cette date, Fritz y entre comme apprenti. Il gravira les échelons, devenant le directeur commercial, puis prendra la direction à la mort de son père en 1871.
En 1870, son frère Leo Gans fonde avec le chimiste August Leonhardt et leur beau-frère Bernhard Weinberg une société de fabrication de colorants synthétiques (« colorants d'aniline »), à Fechenheim (à l'époque un petit village sur le Main entre Francfort et Hanau), la Frankfurter Anilinfarbenfabrik von Gans und Leonhardt (« fabrique francfortoise de colorants d'aniline de Gans et Leonhardt »). Fritz apporte en 1879 à la société la somme de 5 millions de marks-or provenant de l'héritage de son beau-frère David Wilhelm (Guillermo) Ettling qui avait dirigé la succursale espagnole de Rothschild à Madrid. C'est à cette période que l'usine va prendre son essor. Après le départ de Leonhardt en 1879, l'entreprise est rebaptisée Frankfurter Anilinfarbenfabrik Gans & Co ; elle intègre alors le chimiste Meinhard Hoffmann qui deviendra son directeur technique. C'est également grâce à son travail que l'entreprise est devenue la plus grande usine de colorant azoïque au monde vers 1900. En 1894, Friedrich Ludwig Gans et ses partenaires décident de fusionner le grossiste en colorants de Francfort avec la Frankfurter Anilinfarbenfabrik Gans & Co. Ils décident de conserver le nom Leopold Cassella & Co pour la nouvelle entité.

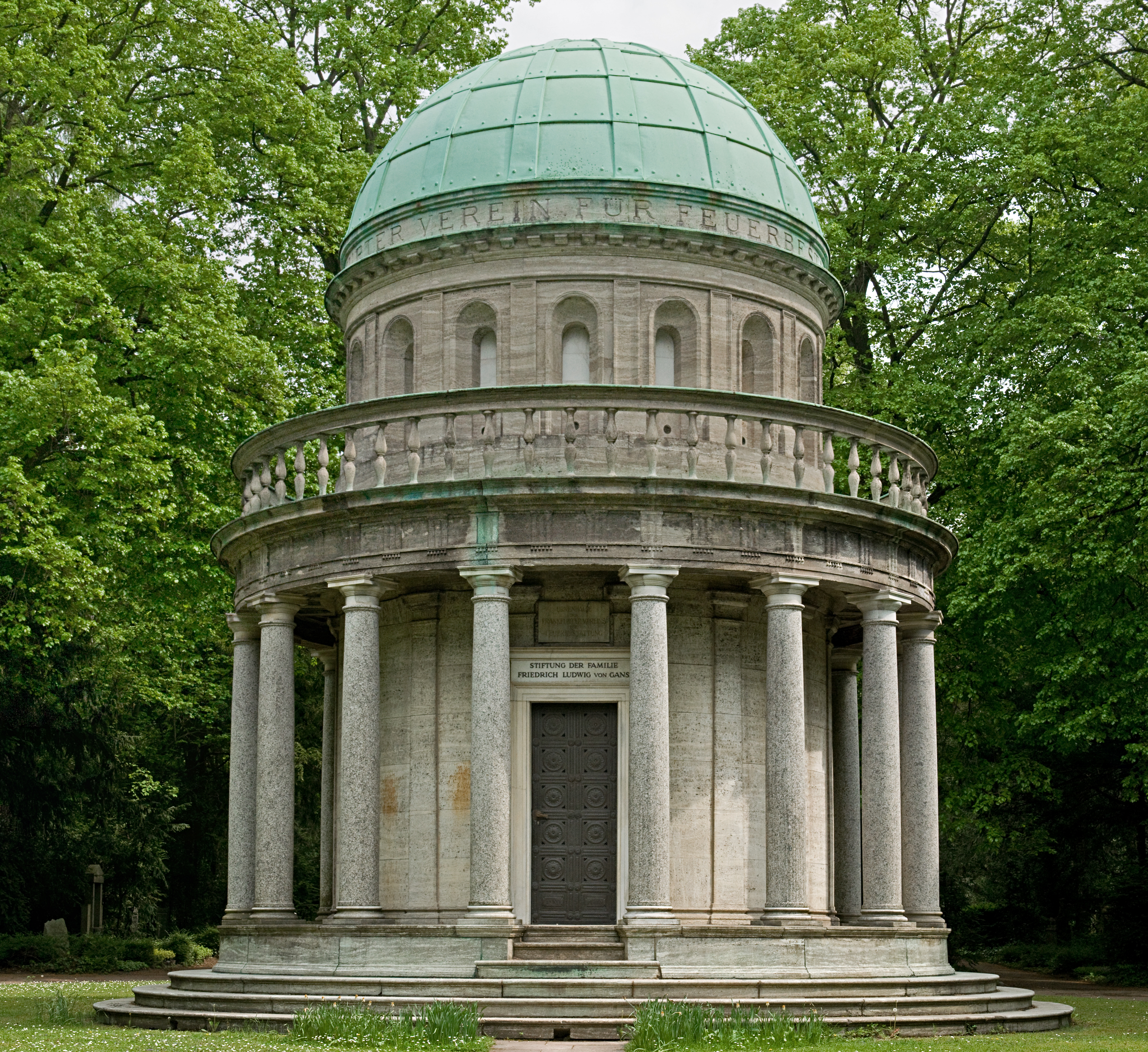
Mausolée familial que Friedrich Gans a fait bâtir au cimetière principal de Francfort.

Friedrich Ludwig Gans a été conseiller privé royal de Prusse avec le titre d'« Excellence », ainsi que membre de la Chambre de commerce de Francfort-sur-le-Main (de). Il a soutenu de nombreuses institutions sociales. Après avoir pris sa retraite de l'entreprise, il s'est surtout consacré à la constitution de ses collections d'art. En 1912, il a fait don de sa collection d'antiquités à l'Antikensammlung der Königlichen Museen (de) (« Collection d'antiquités de Berlin »). En retour, le roi de Prusse (et empereur allemand) Guillaume II l'élève à la noblesse prussienne le 11 mars 1912 (mais son brevet de noblesse est daté du daté du 4 novembre 1912). En 1917, il fait don au musée Städel de deux tableaux, un portrait de Bismarck par Franz von Lenbach, et un paysage de la vieille ville de Francfort par Anton Burger. Après la mort de Gans en 1920, ses héritiers vendent la majeure partie de sa collection privée au marchand d'art Kurt Walter Bachstitz (de), dont Robert Zahn (de) a dressé le catalogue.
Gans a été enterré dans le mausolée qu'il a construit en 1909, le plus grand tombeau du cimetière principal de Francfort.

## Vie privée
En 1862, il épouse Auguste Ettling (1839-1909), fille d'un riche marchand de Karlsruhe. Le couple a eu trois enfants : Adele, appelée Fanny (1863-1932), Paul (1866-1915) et Ludwig Wilhelm (1869-1946).
Il se convertit au protestantisme en 1885.

## Œuvres philanthropiques
- 1901 : Maison d'enfants Böttgerstraße
- 1909 : Fondation Fritz-und-Auguste-Gans au profit des infirmières ayant besoin de repos
- 1910 : Fondation Gans pour la police : destinée aux fonctionnaires de rang moyen et inférieur qui se sont retrouvés en détresse économique sans faute de leur part. Incorporée à la Caisse générale d'aumônes en 1951.